# Theope dabrerae
Espèce
Theope dabrerae est une espèce d'insectes lépidoptères de la famille des Riodinidae et du genre Theope.

## Taxonomie
Theope dabrerae a été décrit par Jason Piers Wilton Hall et Keith Richard Willmott (d) en 1996.

## Description
Theope dabrerae est un papillon au dessus des ailes bleu foncé avec aux ailes antérieures de larges bordures costale et externe noires, alors que les ailes postérieures sont totalement de couleur bleue.
Le revers est jaune d'or.

## Écologie et distribution
Theope dabrerae est présent en  Équateur.

### Protection
Pas de statut de protection particulier.